# Що за СОРОМ
«що за СОРОМ» (стилізовано як «wtFock», вимовляється як «вот-зе-фок» ) — фламандський підлітковий драматичний вебсеріал, що транслюється на каналі Play4 і розповідає про життя підлітків в Антверпені . Пізніше транслювання продовжили бельгійські стрімінгові сервіси Play More та Streamz та GoPlay. Це є адаптація популярного норвезького серіалу SKAM .  Повідомлялося, що до кінця першого сезону близько 100 000 людей дивилися wtFOCK щотижня.  Коли шоу повернулося з шостим сезоном, з новим акторським складом та оригінальними сюжетними лініями, за оцінками, епізоди wtFOCK були переглянуті понад 3 мільйони разів з моменту їх виходу. 
wtFOCK зосереджується на групі друзів у їхньому підлітковому житті в Антверпені, зокрема в Koninklijk Atheneum Berchem протягом перших п'яти сезонів, а потім у середній школі Кунсткаай з шостого сезону. Епізоди розповідають про щоденні та актуальні події, такі як дружба, кохання та пошук ідентичності. Кожен сезон зосереджений на окремій парі персонажів, їх повсякденному житті та власних проблемах. Дія шоу відбувається в режимі реального часу, тобто коли щось відбувається в певну дату чи час, сцени завантажуються на вебсайт шоу під назвою «кліпи». У шоу також використовуються скріншоти з Instagram, TikTok та текстових повідомлень, щоб надати персонажам реалізму.
Після закінчення 7 сезону шоу згодом відмовилося від свого бренду wtFOCK . Однак, шоу все ще використовує офіційні акаунти wtFOCK для просування. У серіалі також використовуються інші аспекти оригінального формату, такі як акаунти персонажів у соціальних мережах та щоденні публікування постів, хоча й не в режимі реального часу.

## Передумова

### Перше покоління
Перший сезон знайомить глядачів з Яною Акерманс, новою ученицею школи, де навчаються її хлопець Єнс та колишня найкраща подруга Брітт. Яна проводить час лише з Єнсом та його друзями, доки не заводить дружбу з новою групою дівчат, які допомагають їй повернути впевненість у собі та сміливість, а також допомагають їй заново відкрити себе.
Другий сезон зосереджується на новій найкращій подрузі Яни, Зої Лукс, яка вирушає у подорож саморозвитку та самопізнання, балансуючи між дружбою та новими почуттями до Сенне, популярного хлопця в школі, що суперечить її феміністичним цінностям. Також темою сезону можна назвати неприпустимість та відповідальність за сексуальне насильство .
Третій сезон розповідає про Роббі Айзерманса, найкращого друга Єнса, який намагається зізнатися у своїй сексуальній орієнтації, а також знайти баланс у стосунках з матір'ю, яка страждає на психічне захворювання, та коханим Сандером, який страждає на біполярний розлад.
Починаючи з четвертого сезону, серіал розглядав оригінальні сюжетні лінії, пов'язані з новим персонажем, Като Франсеном. Цей сезон був створений навколо пандемії COVID-19, також торкаючись тем расизму, соціальних мереж та самоушкодження, оскільки Като починає навчання в новій школі, дружить з Дівчачим загоном та зацікавлюється Мойо, другом Роббі та Єнса.
П'ятий сезон повернувся до оригінальної сюжетної лінії в Skam, зосередившись на Ясміні Айт Омар, мусульманській дівчені, яка починає сумніватися в собі та оточуючих, закохуючись у Юнеса, друга свого брата, який не є мусульманином, та опиняється ізольованою в школі від своєї групи друзів через расистські та ксенофобські інциденти, що трапляються під час планування шкільної екскурсії.

### Друге покоління
Починаючи з шостого сезону, wtFOCK представив новий набір оригінальних персонажів. Ці персонажі не мають жодного зв'язку з попереднім акторським складом і навчаються в іншій школі. Головна героїня 6-го сезону — Ада Конінгс, яка намагається зрозуміти свою сексуальність після того, як вагалася втратити цноту зі своїм хлопцем Фінном, а також намагається збалансувати це з дружбою та стосунками зі своєю зведеною сестрою Мілою.
7 сезон зосереджується на одній з подруг Ади, Анаїс Девіс, яку вважають «мамою» їхньої групи друзів. Коли її батьки розпочинають процес розлучення, Анаїс починає вживати алкоголь та інші речовини, щоб впоратися з цим. Вона також зустрічає Боббі, яка втягує Анаїс у своє безрозсудне життя, і вони закохуються. Однак одна з їхніх нічних пригод йде шкереберть, і в процесі ранить одну з подруг Анаїс. В результаті вона почувається розриваємою між дівчиною, яку кохає, та своїми друзями. 
«Отіс», ребрендинг серіалу, зосереджується навколо друга Ади та Анаїс, Отіса Рохаса. У цьому сезоні до Отіса звертається Лів, модель-скаут, і запрошує його на фотосесію: початок американських гірок, у яких світ гламуру, подіуму та вечірок займають центральне місце. 

## Акторський склад та персонажі

### Центральні персонажі
- Яна Акерманс - Femke van der Steen;
- Зоя Локкс - Veerle Dejaeger;
- Роббі Іджзерманс - Willem Herbots;
- Като Франсен - Romi an Renterghem;
- Ясміна Айт Омар - Nora Dari;
- Ада Конінгс - Ella van Remortel;
- Анаїс Девіс - Laura Bekaert;
- Отіс Рохас - Mathis Mavuela;

### Головні герої
- Ембер Снокс - Nona Janssens;
- Лука Ломанс - Yara Veyt;
- Єнс Стоффелс - Nathan Bouts;
- Брітт Інгельбрехт - Lilith Pas;
- Сандер Дрізен - Willem De Schryver;
- Моджо Макаді - Noa lzai Tambwe Kabati;
- Аарон Джейкобс - Aaron Roggeman;
- Мілан Хендріккс - Lars Brinkman;
- Нур Баувенс - Hanna Mensink;
- Фінн Версхерен - Mo Bakker;
- Міла Мінтен - Dara Oguntubi;
- Ганна Девіт - Nona't Jolle;
- Ной Вулфс - Junes Callaert;
- Міро Горіс - Willem Loobuyck;
- Бас Бросенс - Jul Goossens;
- Боббі Де Брюйн - Nell Cattrysse;
- Лів Стейтон - Lauren Versnick;
- Жюль Гесквайр - Felix Meyer;
- Еліас Парадієнс - Brecht Dael;